# Liste des ducs de Séville

Blason personnel (incluant les armoiries de l'association dite ordre militaire et hospitalier de Saint-Lazare de Jérusalem) porté par François de Bourbon, cinquième duc de Séville

Le titre de duc de Séville est un titre nobiliaire espagnol que le roi Ferdinand VII a accordé en 1823 à l'infant Henri de Bourbon, fils de l'infant François de Paule et petit-fils du roi Charles IV. Les ducs de Séville sont grands d'Espagne. Le nom du duché se rapporte à la ville andalouse de Séville.

## Ducs et duchesses de Séville
- Enrique de Borbón y Borbón, né le 17 avril 1823 au palais de l'Alcazar de Séville, tué le 12 mars 1870 à Leganés (près d'Alcorcón) lors d'un duel contre le duc de Montpensier. Premier duc de Séville (1823-1848 ; 1854-1867) ;
- Enrique de Borbón y Castellví, né le 3 octobre 1848 à Toulouse, mort le 12 juillet 1894 en mer Rouge, fils du précédent, deuxième duc de Séville (1882-1894) ;
- María Luisa de Borbón y Paradé (es), née le 4 avril 1868 à Madrid, morte le 10 juin 1949 à Ciempozuelos, fille aînée du précédent, troisième duchesse de Séville (1895-1919). Épouse en 1894 Juan de Monclús y Cabanellas (1862-1918) ;
- Enriqueta de Borbón y Paradé, née le 28 juin 1885 à Madrid, morte le 28 octobre 1967 à Cullera, sœur de la précédente, quatrième duchesse de Séville (1919-1967). Épouse en 1907 son cousin Francisco de Borbón y de la Torre (1882-1952), fils de Francisco de Paula de Borbón y Castellví (1853-1942) ;
- Francisco de Borbón y Escasany, né le 16 novembre 1943 à Madrid, mort le 20 mai 2025, petit-fils de la précédente, fils de Francisco de Paula de Borbón y Borbón et Enriqueta Escasany y Miguel, cinquième duc de Séville (depuis 1974).